# Едін Хансен
Едін Хансен (фар. Heðin Hansen, нар. 30 липня 1993, Гету) — фарерський футболіст, півзахисник клубу «ГБ Торсгавн» та національної збірної Фарерських островів.
Виступав також за клуби «Вікінгур» та «Вікінгур».

## Клубна кар'єра
Народився 30 липня 1993 року в комуні Гету. Вихованець футбольної школи клубу «Вікінгур». Дорослу футбольну кар'єру розпочав 2011 року в основній команді того ж клубу, в якій провів п'ять сезонів, взявши участь у 104 матчах чемпіонату. Більшість часу, проведеного у складі «Вікінгура», був основним гравцем команди.
Протягом 2017 року захищав кольори клубу «ГБ Торсгавн».
Своєю грою за останню команду знову привернув увагу представників тренерського штабу клубу «Вікінгур», до складу якого повернувся 2017 року. Цього разу відіграв за фарерську команду наступні два сезони своєї ігрової кар'єри. Граючи у складі «Вікінгура» також здебільшого виходив на поле в основному складі команди.
До складу клубу «ГБ Торсгавн» приєднався 2020 року. Станом на 2 червня 2025 року відіграв за клуб з Торсгавна 129 матчів в національному чемпіонаті.

## Виступи за збірні
У 2012 році дебютував у складі юнацької збірної Фарерських островів (U-19), загалом на юнацькому рівні взяв участь у 3 іграх.
Протягом 2013–2016 років залучався до складу молодіжної збірної Фарерських островів. На молодіжному рівні зіграв в 11 офіційних матчах, забив 1 гол.
У 2020 році дебютував в офіційних матчах у складі національної збірної Фарерських островів.
| Дата       | Місто                  | Господарі         | Результат | Гості             | Турнір                               | Голи | Примітки |
| ---------- | ---------------------- | ----------------- | --------- | ----------------- | ------------------------------------ | ---- | -------- |
| 7-10-2020  | Гернінг                | Данія             | 4 – 0     | Фарерські острови | товариський матч                     | -    | 73'      |
| 13-10-2020 | Торсгавн               | Фарерські острови | 2 – 0     | Андорра           | Ліга націй УЄФА 2020-2021 - 1-й етап | -    | 90+2'    |
| 11-11-2020 | Вільнюс                | Литва             | 2 – 1     | Фарерські острови | товариський матч                     | -    |          |
| 17-11-2020 | Та-Калі                | Мальта            | 1 – 1     | Фарерські острови | Ліга націй УЄФА 2020-2021 - 1-й етап | -    | 87'      |
| 7-6-2021   | Торсгавн               | Фарерські острови | 5 – 1     | Ліхтенштейн       | товариський матч                     | -    |          |
| 29-3-2022  | Сан-Педро-дель-Пінатар | Ліхтенштейн       | 0 – 1     | Фарерські острови | товариський матч                     | -    | 46'      |
| 14-6-2022  | Люксембург             | Люксембург        | 2 – 2     | Фарерські острови | Ліга націй УЄФА 2022-2023 - 1-й етап | -    | 89'      |
| 22-9-2022  | Вільнюс                | Литва             | 1 – 1     | Фарерські острови | Ліга націй УЄФА 2022-2023 - 1-й етап | -    | 90+2'    |
| 16-11-2022 | Оломоуць               | Чехія             | 5 – 0     | Фарерські острови | товариський матч                     | -    | 71'      |
| Усього     |                        | Матчів            | 9         |                   | Голів                                | 0    |          |